# Tour de Bohême de l'Est 2015
 (septembre 2016).
Si vous disposez d'ouvrages ou d'articles de référence ou si vous connaissez des sites web de qualité traitant du thème abordé ici, merci de compléter l'article en donnant les références utiles à sa vérifiabilité et en les liant à la section « Notes et références ».
Le Tour de Bohême de l'Est est une course 2.2 du calendrier UCI Europe Tour 2015 qui se déroule sur 3 étapes d'un total de 503km.
Le Slovène Jan Tratnik remporte cette édition avec 5 secondes d'avance sur Paweł Cieślik.

## Présentation

### Équipes
| Équipes continentales (13)- Amplatz-BMC - Seven Rivers - CK Příbram Fany Gastro - Cycling Academy - AWT-Greenway - LKT Brandenburg - Lokosphinx - SKC Tufo Prostějov - Synergy Baku Project - Dukla Praha - Sparebanken Sør - Whirlpool-Author - WSA-Greenlife |
| |

## Étapes
| Étape     | Date     | Villes étapes                                     | type                      | Distance (km) | Vainqueur d'étape | Leader du classement général |
| --------- | -------- | ------------------------------------------------- | ------------------------- | ------------- | ----------------- | ---------------------------- |
| 1re étape | 11 sept. | Třebechovice pod Orebem – Třebechovice pod Orebem | étape vallonnée           | 158,6         | Alois Kaňkovský   | Alois Kaňkovský              |
| 2e étape  | 12 sept. | Hořice – Hořice                                   | étape de moyenne montagne | 166,4         | Jan Tratnik       | Jan Tratnik                  |
| 3e étape  | 13 sept. | Opočno – Opočno                                   | étape de moyenne montagne | 178           | Fridtjof Røinås   | Jan Tratnik                  |

## Déroulement de la course

### 1reétape
| \| Classement de l'étape \| Classement de l'étape \| Classement de l'étape \| Classement de l'étape \| Classement de l'étape \| \| Coureur \| Coureur \| Pays \| Équipe \| Temps \| \| --------------------- \| --------------------- \| --------------------- \| --------------------- \| --------------------- \| \| 1er \| Alois Kaňkovský \| Tchéquie \| Whirlpool-Author \| 3 h 38 min 51 s \| \| 2e \| František Sisr \| Tchéquie \| Klein Constantia \| + 1 s \| \| 3e \| Andi Bajc \| Slovénie \| Amplatz-BMC \| + 1 s \| |                 |          |                  |                 |
| |                 |          |                  |                 |
| |                 |          |                  |                 |
| Classement de l'étape |                 |          |                  |                 |
| Coureur | Coureur         | Pays     | Équipe           | Temps           |
| 1er | Alois Kaňkovský | Tchéquie | Whirlpool-Author | 3 h 38 min 51 s |
| 2e | František Sisr  | Tchéquie | Klein Constantia | + 1 s           |
| 3e | Andi Bajc       | Slovénie | Amplatz-BMC      | + 1 s           |

| \| Classement général \| Classement général \| Classement général \| Classement général \| Classement général \| \| Coureur \| Coureur \| Pays \| Équipe \| Temps \| \| ------------------ \| ------------------ \| ------------------ \| ------------------ \| ------------------ \| \| 1er \| Alois Kaňkovský \| Tchéquie \| Whirlpool-Author \| + 3 h 38 min 41 s \| \| 2e \| František Sisr \| Tchéquie \| Klein Constantia \| + 5 s \| \| 3e \| Fridtjof Røinås \| Norvège \| Sparebanken Sør \| + 5 s \| |                 |          |                  |                   |
| |                 |          |                  |                   |
| |                 |          |                  |                   |
| Classement général |                 |          |                  |                   |
| Coureur | Coureur         | Pays     | Équipe           | Temps             |
| 1er | Alois Kaňkovský | Tchéquie | Whirlpool-Author | + 3 h 38 min 41 s |
| 2e | František Sisr  | Tchéquie | Klein Constantia | + 5 s             |
| 3e | Fridtjof Røinås | Norvège  | Sparebanken Sør  | + 5 s             |

### 2eétape
| \| Classement de l'étape \| Classement de l'étape \| Classement de l'étape \| Classement de l'étape \| Classement de l'étape \| \| Coureur \| Coureur \| Pays \| Équipe \| Temps \| \| --------------------- \| --------------------- \| --------------------- \| --------------------- \| --------------------- \| \| 1er \| Jan Tratnik \| Slovénie \| Amplatz-BMC \| 4 h 17 min 43 s \| \| 2e \| Michal Schlegel \| Tchéquie \| Klein Constantia \| + 2 s \| \| 3e \| Paweł Cieślik \| Pologne \| Verva ActiveJet \| + 5 s \| |                 |          |                  |                 |
| |                 |          |                  |                 |
| |                 |          |                  |                 |
| Classement de l'étape |                 |          |                  |                 |
| Coureur | Coureur         | Pays     | Équipe           | Temps           |
| 1er | Jan Tratnik     | Slovénie | Amplatz-BMC      | 4 h 17 min 43 s |
| 2e | Michal Schlegel | Tchéquie | Klein Constantia | + 2 s           |
| 3e | Paweł Cieślik   | Pologne  | Verva ActiveJet  | + 5 s           |

| \| Classement général \| Classement général \| Classement général \| Classement général \| Classement général \| \| Coureur \| Coureur \| Pays \| Équipe \| Temps \| \| ------------------ \| ------------------ \| ------------------ \| ------------------ \| ------------------ \| \| 1er \| Jan Tratnik \| Slovénie \| Amplatz-BMC \| 7 h 56 min 25 s \| \| 2e \| Paweł Cieślik \| Pologne \| Verva ActiveJet \| + 5 s \| \| 3e \| Michal Schlegel \| Tchéquie \| Klein Constantia \| + 5 s \| |                 |          |                  |                 |
| |                 |          |                  |                 |
| |                 |          |                  |                 |
| Classement général |                 |          |                  |                 |
| Coureur | Coureur         | Pays     | Équipe           | Temps           |
| 1er | Jan Tratnik     | Slovénie | Amplatz-BMC      | 7 h 56 min 25 s |
| 2e | Paweł Cieślik   | Pologne  | Verva ActiveJet  | + 5 s           |
| 3e | Michal Schlegel | Tchéquie | Klein Constantia | + 5 s           |

### 3eétape
| \| Classement de l'étape \| Classement de l'étape \| Classement de l'étape \| Classement de l'étape \| Classement de l'étape \| \| Coureur \| Coureur \| Pays \| Équipe \| Temps \| \| --------------------- \| --------------------- \| --------------------- \| ---------------------------- \| --------------------- \| \| 1er \| Fridtjof Røinås \| Norvège \| Sparebanken Sør \| 4 h 13 min 45 s \| \| 2e \| Matej Mugerli \| Slovénie \| Synergy Baku Cycling Project \| + 6 s \| \| 3e \| František Sisr \| Tchéquie \| Klein Constantia \| + 6 s \| |                 |          |                              |                 |
| |                 |          |                              |                 |
| |                 |          |                              |                 |
| Classement de l'étape |                 |          |                              |                 |
| Coureur | Coureur         | Pays     | Équipe                       | Temps           |
| 1er | Fridtjof Røinås | Norvège  | Sparebanken Sør              | 4 h 13 min 45 s |
| 2e | Matej Mugerli   | Slovénie | Synergy Baku Cycling Project | + 6 s           |
| 3e | František Sisr  | Tchéquie | Klein Constantia             | + 6 s           |

## Classements finals

### Classement général
| \| Classement général \| Classement général \| Classement général \| Classement général \| Classement général \| \| Coureur \| Coureur \| Pays \| Équipe \| Temps \| \| ------------------ \| ------------------ \| ------------------ \| ------------------ \| ------------------ \| \| 1er \| Jan Tratnik \| Slovénie \| Amplatz-BMC \| 12 h 13 min 50 s \| \| 2e \| Paweł Cieślik \| Pologne \| Whirlpool-Author \| + 5 s \| \| 3e \| Michal Schlegel \| Tchéquie \| AWT-Greenway \| + 5 s \| |                 |          |                  |                  |
| |                 |          |                  |                  |
| Source : ProCyclingStats |                 |          |                  |                  |
| Classement général |                 |          |                  |                  |
| Coureur | Coureur         | Pays     | Équipe           | Temps            |
| 1er | Jan Tratnik     | Slovénie | Amplatz-BMC      | 12 h 13 min 50 s |
| 2e | Paweł Cieślik   | Pologne  | Whirlpool-Author | + 5 s            |
| 3e | Michal Schlegel | Tchéquie | AWT-Greenway     | + 5 s            |